# Зарєччя (Ульяновський район)
Зарєччя (рос. Заречье) — село в Ульяновському районі Калузької області Російської Федерації.
Населення становить 1013 осіб. Входить до складу муніципального утворення Село Зарєччя.

## Історія
Від 2004 року входить до складу муніципального утворення Село Зарєччя

## Населення
| 2002 | 2010  |
| ---- | ----- |
| 914  | ↗1013 |